# Schule in der Bürgerheimstraße
Das Schulgebäude in der Bürgerheimstraße ist ein Kulturdenkmal im Berliner Ortsteil Lichtenberg, das zum beginnenden 20. Jahrhundert für die schnell wachsende Einwohnerzahl der Gemeinde errichtet wurde.
Die Unterrichtsanstalt diente von ihrer Eröffnung im Jahr 1911 bis 1990 als Schule mit wechselnden Schulnummern bzw. Namen. Danach wurde sie mehrfach umgenutzt und ist aktuell, zusammen mit dem Nachbarbau Bürgerheimstraße 10, eine Kultureinrichtung mit Einliegerwohnungen (August 2024).

## Lage
Die ehemalige katholische 7. Gemeindeschule in der Lichtenberger Bürgerheimstraße befindet sich zusammen mit direkten Nachbarbauten in einer Gebäudezeile auf der Ostseite der genannten Straße. Sie trug bei ihrer Inbetriebnahme die Adresse Bürgerheimstraße 3/4. Erst ab den 1940er Jahren änderte sich die Nummerierung auf 6–8.
Über den früheren Schulhof ist dieses Gebäude im 21. Jahrhundert mit der früheren Schule Atzpodienstraße verbunden.

## Geschichte der Schuleinrichtung
Gegründet als 7. Gemeindeschule, wurde die Bildungseinrichtung in den 1920er und 1930er Jahren zur 13. und 14. Volksschule. In dem Haus gab es anfangs eine Wohnung für einen Schuldiener, der später zum Hausmeister wurde.
Im Jahr 1940 erscheint das Gebäude im Berliner Adressbuch (nun wieder) als 7. Volksschule; die Hausnummern änderten sich auf 6–10. Noch zu dieser Zeit wohnte ein Hausmeister in der Schule.

## Geschichte des Bauwerks
Die Baupläne für die 7. Gemeindeschule lieferte der Lichtenberger Architekt Johannes Uhlig. Die Firma Held und Francke AG (Aktiengesellschaft für Bauausführungen) erledigte die Arbeiten zwischen 1910 und 1911.
Im Zweiten Weltkrieg wurde der südliche Flügel zerstört, danach in einfachen Formen wieder aufgebaut. Der Neubau ist nicht an dem historischen Vorbild orientiert.
Die angrenzende Turnhalle wurde repariert und die Galerie geschlossen.

## Architektur
Es handelt sich um einen viergeschossigen verklinkerter Bau, der mit einem Satteldach abgeschlossen war. Die Straßenfront wurde von dem symmetrischen Gebäude mit spiegelbildlich angebauten Treppenhäusern an den Seitengiebeln bestimmt, die sechsachsig waren.
Zwischen den Stirnbauten erstreckt sich die Turnhalle.
Die Maße des Schulhauses sind: 61 Meter lang (inklusive der Turnhalle mit etwa 20 m) und 13 m breit.
Das im nördlichen Trakt erhaltene rundbogige trichterförmige Portal ist zugleich eine Tordurchfahrt und wird durch die bauliche Umrahmung in Form eines tempelartigen Risalits betont.
Als Bauschmuck hatte Uhlig aus dem Klinkermaterial Ornamente gebildet und mit flechtbandartigen Feldern an der Fassade platziert.
Die Turnhalle war durch Strebepfeiler gegliedert, über welchen sich eine offene Galerie befand.

## Nutzungen

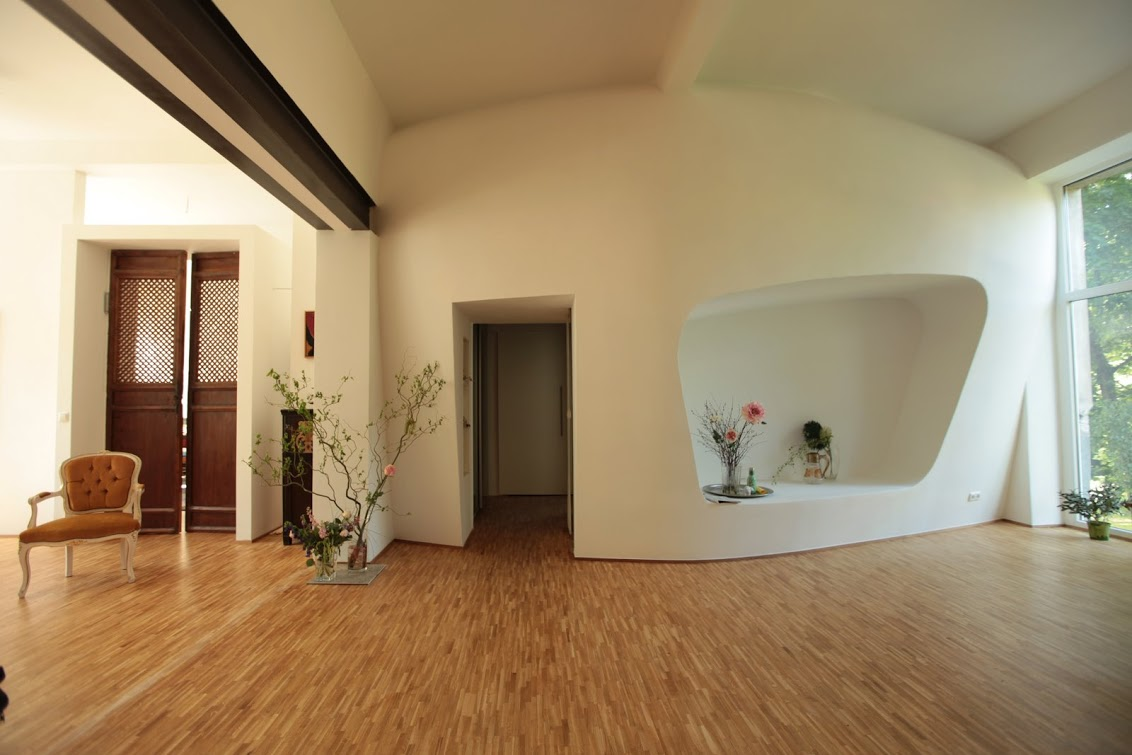
Innenansicht einer Wohnung im eh. Schulgebäude

Nachdem die Nutzung als allgemeinbildende Schule Anfang der 1950er Jahre aufgegeben worden war, richtete sich hier die Betriebsberufsschule der Deutschen Reichsbahn ein.
Danach nahm die Schulverwaltung der Deutschen Reichsbahn hier ihren Dienstsitz. In den 1970er Jahren war sie die Ingenieurschule für Verkehrstechnik. Danach wird wieder die Nutzung als Betriebsberufsschule angegeben.
Nach der Wende und dem Übergang der Deutschen Reichsbahn an die Deutsche Bahn AG wurde das Schulgebäude um das Jahr 2000 leergezogen und vom (neuen) Eigentümer zum Kauf angeboten. Es gelangte samt dem Nachbarkomplex Bürgerheimstraße 9/10 an einen Projektentwickler, der den Architekten Sebastian Wagner beauftragte, Pläne zur Umgestaltung in eine Kultureinrichtung mit einigen Wohnungen auszuarbeiten und umzusetzen. So entstand und entsteht in kleinen Schritten Das Lichtwerk Berlin, in dem unter anderem Ausstellungen stattfinden, Künstler Studios mieten können und Events verschiedenster Art organisiert werden.